# Reus Deportiu 2020-2021
Questa voce raccoglie le informazioni riguardanti il Reus Deportiu nelle competizioni ufficiali della stagione 2020-2021.

## Maglie e sponsor
| 1ª divisa | 2ª divisa |

## Organico

### Giocatori
| N° | Naz.              | Ruolo | Sportivo       |  |  |  |
| -- | ----------------- | ----- | -------------- |  |  |  |
| 1  | Spagna (bandiera) | P     | Càndid Ballart |  |  |  |
| 3  | Spagna (bandiera) | E     | Ferran Giménez |  |  |  |
| 5  | Spagna (bandiera) | E     | Joan Salvat    |  |  |  |
| 6  | Spagna (bandiera) | E     | Romà Bancells  |  |  |  |
| 9  | Spagna (bandiera) | E     | Raul Marín     |  |  |  |
| 15 | Spagna (bandiera) | E     | Marc Julià     |  |  |  |
| 19 | Cile (bandiera)   | E     | Diego Rojas    |  |  |  |
| 27 | Spagna (bandiera) | E     | Àlex Rodríguez |  |  |  |
| 55 | Cile (bandiera)   | E     | Felipe Castro  |  |  |  |
| 57 | Spagna (bandiera) | E     | Pablo Nájera   |  |  |  |
| 88 | Spagna (bandiera) | P     | Gerard Montes  |  |  |  |

### Staff tecnico
- 1º Allenatore:  Jordi Garcia